# 미즈시로 타마모
미즈시로 타마모(일본어: 水代 玉藻 みずしろ たまも[*])는 전 다카라즈카 가극단 츠키구미 조장이다. 오사카부 오사카시 출신이다. 쇼인고등여학교 출신이다. 예명의 유래는 물에 둘러싸인 타마모성 (타카마츠성)에서 따왔다. 다카라즈카 가극단 시절의 애칭은 "캇짱", "카시마상"이다.

## 약력
1947년에 다카라즈카 음악학교에 입학. 이듬해 1948년에 35기생으로서 다카라즈카 가극단에 입단하여, 『하루노오도리(오오츠에) (春のおどり(大津絵)』로 초무대. 다카라즈카 입단 시 성적은 46명 중 28등.
1975년 쯔음, 호시구미 부조장에 취임.
1976년에 츠키구미 조장에 취임하였고, 퇴단하는 년도까지 조장을 맡았음.
1983년 9월 30일자로, 다카라즈카 가극단을 퇴단. 마지막 출연 공연은 츠키구미 도쿄 다카라즈카 극장 공연 『정열의 바르셀로나』이다.

## 인물
다카라즈카 재단 시절의 소속 구미는 츠키 → 호시 → 연극전과 → 호시 → 츠키 → 전과 순이다.

## 가극단 재단 시절 주요 무대
| 주요 무대 | 주요 무대                | 주요 무대            | 주요 무대                          | 주요 무대 |
| 기간 (월) | 제목                     | 공연장               | 배역                               | 비고      |
| --------- | ------------------------ | -------------------- | ---------------------------------- | --------- |
| 1964년    |                          |                      |                                    |           |
| 2 - 3     | 무지개 오르골 공장       |                      | 공장장                             |           |
| 2 - 3     | 남쪽의 애수              | 조태화               |                                    |           |
| 6         | 레뷰 오브 레뷰즈         |                      |                                    |           |
| 10 - 11   | 샹그릴라                 |                      | 여관장                             |           |
| 1965년    |                          |                      |                                    |           |
| 3         | 에스컬레이터 걸스        |                      | 스리                               |           |
| 12        | 엄지공주                 |                      | 들쥐                               |           |
| 1966년    |                          |                      |                                    |           |
| 6         | 신데렐라 이탈리아나      |                      | 매니피코 남작                      |           |
| 9         | 코이텐구                 |                      | 촌장                               |           |
| 1967년    |                          |                      |                                    |           |
| 7         | 오클라호마!              |                      | 에라 숙모                          |           |
| 1968년    |                          |                      |                                    |           |
| 10        | 센히메                   |                      | 도쿠가와 이에야스                  |           |
| 1970년    |                          |                      |                                    |           |
| 8         | 나는 너                  |                      | 헤델리아                           |           |
| 1971년    |                          |                      |                                    |           |
| 1 - 2     | 별의 목장                |                      | 카자와 노인 콘트라베이스           |           |
| 5 - 6     | 노바 보사 노바           |                      | 마마 수녀                          |           |
| 8 - 9     | 내 사랑은 산 너머로      |                      | 타츠부치                           |           |
| 1973년    |                          |                      |                                    |           |
| 3 - 4     | 라 라 판타시크           |                      | 여신                               |           |
| 8 - 9     | 이 사랑은 구름 속까지    |                      | 풋돼지 자무카                      |           |
| 11 - 12   | 러브 러버                |                      | 카시마                             |           |
| 12        | 우키부네와 카오루의 그대 |                      | 우콘                               |           |
| 1974년    |                          |                      |                                    |           |
| 3 - 4     | 우미인                   |                      | 여비                               |           |
| 1975년    |                          |                      |                                    |           |
| 11        | 아름답고 푸른 도나우     |                      | 에부스터                           |           |
| 1976년    |                          |                      |                                    |           |
| 3 - 5     | 베르사이유의 장미 Ⅲ      |                      | 람베스크 공작부인                  |           |
| 8         | 베르사이유의 장미 Ⅲ      | 도쿄 다카라즈카 극장 | 베잠바르 공작부인/ 페르젠의 어머니 |           |
| 11        | 발렌시아의 뜨거운 꽃     |                      | 레온 장군                          |           |
| 1977년    |                          |                      |                                    |           |
| 3 - 5     | 바람과 함께 사라지다     | 다카라즈카 대극장    | 미드 부인                          |           |
| 1978년    |                          |                      |                                    |           |
| 2         | 바람과 함께 사라지다     | 중일극장             | 미드 부인                          |           |
| 6 10 - 11 | 바람과 함께 사라지다     | 전국투어             | 미드 부인                          |           |
| 1979년    |                          |                      |                                    |           |
| 6         | 춘수의 기(春愁の記)      |                      | 법사                               |           |
| 1980년    |                          |                      |                                    |           |
| 1         | 안젤리크                 |                      | 코에슬                             |           |
| 1981년    |                          |                      |                                    |           |
| 1 - 2     | 신겐지모노가타리         |                      | 홍휘전의 뇨고 스자쿠인             |           |
| 1982년    |                          |                      |                                    |           |
| 2 - 3     | 갈퀴고 간 산의 물방울에  |                      | 승려 행심                          |           |
| 10 - 11   | 정열의 바르셀로나        |                      | 루이스 백작                        |           |

## 주요 영화 출연
- 『가정의 사정 네초린콘의 권 (家庭の事情 ネチョリンコンの巻)』 유리 役 (1954년, 토호)
- 『아다우치 진검법 (仇討珍剣法)』 조츄 役 (1954년, 토호)
- 『하코이리 무스메와 반토 (箱入娘と番頭)』 이토 증권의 사무원 役 (1956년, 토호)
- 『토오야마 킨상 포물 대기에 있던 사나이 (遠山金さん捕物控　影に居た男)』 우산 가게의 아내 役 (1956년, 토호)
- 『아챠코 행상기 (アチャコ行状記)』 (1956년, 토호)
  - 『며느리 시험 (嫁取り試験)』 조츄 오시노 役
  - 『부모 바보 천국 (親馬鹿天国)』 동행하는 여자 役
- 『세상에도 재미있는 남자의 일생 카츠라 슌단지 (世にも面白い男の一生 桂春団治)』 미나미 役 (1956년, 토호)
- 『사자에 씨의 약혼 여행 (サザエさんの婚約旅行)』 관광버스 차장 (오사카) 役 (1958년, 토호)

## 같이 보기
- 오사카부 출신 인물 목록